# Róbert Gunnarsson
Róbert Gunnarsson (ur. 22 maja 1980 w Reykjavíku) – islandzki piłkarz ręczny, reprezentant kraju. Obecnie występuje w Division 1, w drużynie Paris Saint-Germain Handball. Gra na pozycji obrotowego.
Największy sukces z reprezentacją odniósł podczas Igrzysk Olimpijskich 2008 w Pekinie, zdobywając srebrny medal olimpijski.
Podczas mistrzostw Europy w 2010, w Austrii zdobył brązowy medal.
W 2008 otrzymał Krzyż Kawalerski Orderu Sokoła Islandzkiego.

## Sukcesy
- 2008: wicemistrzostwo olimpijskie
- 2009: puchar EHF
- 2010: 3.miejsce mistrzostw Europy
- 2010: puchar Zdobywców Pucharów
- 2016: 3.miejsce Ligi mistrzów